# العصافير لا تطلب تأشيرة دخول
العصافير لا تطلب تأشيرة دخول، أحد الكتب النثرية من مؤلفات الشاعر العربي السوري نزار قباني، صدرت في عام 1983، عن منشورات نزار قباني في بيروت، لبنان.